# Prostituce v Ománu
Prostituce v Ománu je nelegální a sexuální styk je povolen jen v rámci právního manželství. Pozorovatelé nicméně hlásí, že se ženy z východní Evropy, severní Afriky, jižní Asie a Číny i přes přísné kulturní normy a imigrační kontroly angažují v prostituci.
Osobě, která nutí jinou osobu k prostituci hrozí trest odnětí svobody na tři až pět let. Pokud je poškozená osoba mladší 18 let, trest musí být vyšší než pět let.